# Hestra (Gislaved)
Hestra ist ein Ort (Tätort) in der schwedischen Provinz Jönköpings län und der historischen Provinz Småland. Der Ort liegt in der Gemeinde Gislaved, ungefähr fünfzehn Kilometer nördlich des Hauptortes der Gemeinde Gislaved.
Hestra liegt am Riksväg 26, der Halmstad mit Mora verbindet, zwischen Gislaved und Jönköping. Hiervon zweigt sich der Länsväg 151 ab, der in östlicher Richtung nach Värnamo führt. Zudem ist der Ort Zwischenhalt der Kust till kust-banan, die Göteborg mit Karlskrona verbindet. Früher zweigte hier eine Bahnstrecke nach Gislaved ab. Östlich des Ortes fließt der Nissan vorbei, der einige Seen speist.

## Bekannte Töchter und Söhne des Ortes
- Iréne Theorin (* 1963), schwedische Sopranistin
- Mattias Bjärsmyr (* 1986), schwedischer Fußballspieler